# ブールバッハ (ジーガーラント)
ブールバッハ (ドイツ語: Burbach) は、ドイツ連邦共和国ノルトライン＝ヴェストファーレン州アルンスベルク行政管区のジーゲン＝ヴィトゲンシュタイン郡の町村（以下、本項では便宜上「町」と記述する）である。

## 地理
ブールバッハは、ヴェスターヴァルトの北東の支脈とロタール山地の南東部との間、ジーガーラントに位置している。ジーク川に東から流れ込む支流ヘラー川の谷、ヘー山の西に位置している。ブールバッハはヴェストファーレン最南端の町である。この町に属す山には、たとえば以下のものがある:
- ヴァルカースドルファー 526 m
- ディー・ブルク 591.4 m
- ジムベルク 527.7 m

### 隣接する市町村
- ジーゲン＝ヴィトゲンシュタイン郡: ヴィルンスドルフ、ノインキルヒェン
- ラーン＝ディル郡: ハイガー、ブライトシャイト
- ヴェスターヴァルト郡: リーベンシャイト（ドイツ語版、英語版）、シュタイン＝ノイキルヒ（ドイツ語版、英語版）
- アルテンキルヒェン郡: エマーツハウゼン（ドイツ語版、英語版）、ダアーデン

### 自治体の構成
| ブールバッハは「オーバー・フライエン・グルント」の - ブールバッハ - ヴァールバッハ - ヴュルゲンドルフ - ギルスバッハ - リッペ と、「ヒッケングルント」の - ホルツハウゼン - リュッツェルン - ニーダードレッセルンドルフ - オーバードレッセルンドルフ からなる。 |

## 歴史
紀元前500年から紀元前400年頃、ケルト＝ゲルマン人が鉄鉱石を発見し、最初の溶鉱炉を造り、ブルクベルクに避難城砦を建設した。700年頃からフランク人の入植が行われた。
この地域の最初の文献記録は11世紀にまで遡る。1048年4月28日付の文書にブールバッハおよびノインキルヒェン地域が「praedium virorum liberorum」（自由地 = 「フライアー・グント」）として記述されている。11世紀に教会が建設され、1219年に「ブールバッハ」という名前が初めて記録された。1367年、ブールバッハ中心部のレーマーにあったシュノレンブルク城が破壊された。ナッサウ家とザイン家による共同主権体制が進んだ。ブールバッハで最初に記録が遺るナッサウのフォークタイ（代官）が1467年のゲルハルト・ブッキンクである。ナッサウ家とザイン家は1478年にブールバッハに共同の裁判所を設けたが、常に論争が絶えなかった。1530年にブールバッハ教区がルター派に転じ、1558年にヴィルヘルム・フォン・オラニアはギンスベルクの野原に兵を集めた。1584年にブールバッハ教区は改革派に転じた。1607年、それまでハイガー裁判区に属していたヒッケングルントがブールバッハ代官区に編入された。
三十年戦争では、ブールバッハ代官区はディレンブルクの城館防衛拡充の労働力を提供しなければならなかった。1743年から1806年までナッサウ政府はデン・ハーグのオラニエ宮廷を介してディレンブルクの行政を司っていた。1758年7月4日、ブールバッハの大火で160頭以上の建物が灰燼に帰したが、古い代官区は存続された。1760年、数多くの家族がアメリカに移住していった。老朽化した教会堂が1774年に取り壊された。2年後に礼拝が再開されたが、教会はまだ完成していなかった。1780年に新しい教会に新しいオルガンが設置された。1799年フライアー・グルントの結婚によって共同主権体制が解消された。同じ年の7月3日、火災によりブールバッハの21軒の家屋とその付属農場が焼失した。1806年、他のジーガーラントがベルク大公国領となったにもかかわらず、フライアー・グルントとヒッケングルントはナッサウ領となった。
ナポレオン時代後のヨーロッパの新秩序構築を目指したウィーン会議の結果、1816年10月26日にブールバッハ地域はプロイセンによって占領された。1年後、ブールバッハはジーガーラントの一部としてプロイセン領となり、初めはコブレンツからの統治を受けた。1817年にヴェストファーレン内にジーゲン郡が形成された。1844年には、30年前に設けられた行政単位ドレッセルンドルフ、ノインキルヒェン、ブールバッハからアムト・ブールバッハが新設された。1848年に区裁判所と現在の病院がイェーガー通りに建設された。
1860年、現在の連邦道 B277号線が建設された。1861年1月12日鉄道ブールバッハ - ディレンブルク線が、同年7月1日に鉄道ベッツドルフ - ブールバッハ線が開通した。1876年にブールバッハ消防団が結成された。1905年、送電網がブールバッハに達した。同年、現在の町役場の使用が開始された。この町最大の鉱山であったペータース坑が1907年に採掘を停止した。第二次世界大戦中、1944年に空爆を受け、1945年3月29日にアメリカ軍に占領された。
1969年1月1日のジーゲン郡の新設に関する法律第2法に基づくジーガーラントの地域再編により、それまで独立した町村としてアムト・ブールバッハに属していたブールバッハ、ギルスバッハ、ホルツハウゼン、リッペ、リュッツェルンニーダードレッセルンドルフ、オーバードレッセルンドルフ、ヴァールバッハ、ヴュルゲンドルフが合併して新たな自治体ブールバッハが形成された。1976年に区裁判所が廃止された。1982年に、ブールバッハで最も古い木組み建築であった旧代官所が修復された。1983年から1989年まで、代官所の旧十分の一税倉庫に博物館「ブールバッハの生活と労働」が設けられていた。1986年にブールバッハ町民館が完成した。
17世紀に建設されたヘルビヒ邸が、1994年に郷土協会「アルテ・フォクタイ」によって購入された。この建物は保護文化財として修復された。1999年、ブールバッハの中心部の北側にあるライムカウテを通るバイパス道路が建設された。

## 住民

### 人口推移
ブールバッハ創設以後の公式な町の人口を以下に示す。
| 年   | 人口（人） |
| ---- | ---------- |
| 1970 | 13,192     |
| 1975 | 13,617     |
| 1980 | 13,515     |
| 1985 | 13,168     |
| 1990 | 14,017     |

| 年   | 人口（人） |
| ---- | ---------- |
| 1995 | 14,807     |
| 2000 | 15,064     |
| 2005 | 14,872     |
| 2010 | 14,443     |

## 行政

### 町議会
ブールバッハの町議会は、32議席からなる。

### 首長
町長は、クリストフ・エーヴェース (CDU) である。彼は2003年に町長に選出され、2009年と2014年に再選された。

### 紋章と幟

ブールバッハの幟

#### 紋章
この町は、1970年7月20日にアルンスベルク行政管区長官の文書によって紋章と旗（幟型）の使用権を授与された。
図柄:左右二分割。向かって左は、青地に6枚の小四角形がちりばめられており、直立した赤い爪と舌で威嚇する金の獅子が描かれている。向かって右は、金地で、柱状に真っ直ぐ一列に接するように配置された3つの黒い菱形。
獅子はナッサウ＝ジーゲン侯家を示している。3つの菱形は中世にこの町域を管理したゼールバッハ家の紋章に由来する。

#### 幟
幟の図柄: 長辺に沿って銀地と青地に二分割。上半分に町の紋章が描かれている。

### 姉妹自治体
- タンヴァルト（チェコ語版、英語版）（チェコ、リベレツ州）

公式な姉妹自治体協定が締結されたのは2007年からであるが、すでに1995年から両自治体は友好関係にあった。

## 経済と社会資本

### 交通

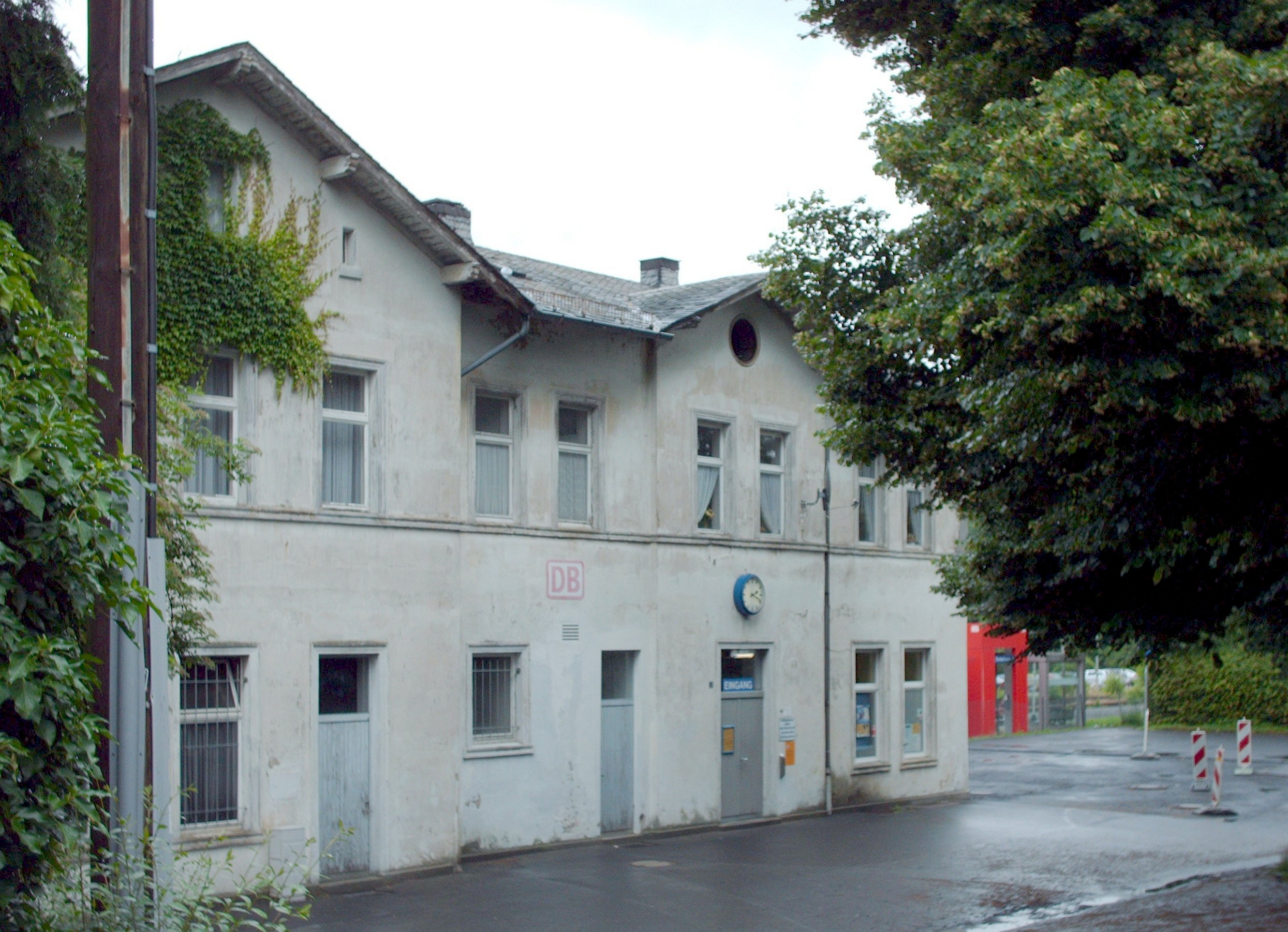
ブールバッハ駅

町域の北東をアウトバーン A45号線（ザウアーラント線）が通っている。さらに、町域の東で連邦道 B54号線と接続している。連邦道はジーゲンからリムブルク・アン・デア・ラーンへ通っている。
この町は、ベッツドルフからハイガーへ向かうヘラータール鉄道 (RB96) によってドイツ鉄道 AG の交通網に直接結びついている。ハイガーではジーゲンおよびギーセン/フランクフルト・アム・マイン行きに、ベッツドルフではジーゲンおよびケルン行きに接続する。ベッツドルフ - ハイガー線沿いの駅はヘッセン州立鉄道によって旅客運行がなされている。貨物運行は、ジーゲン＝ヴィトゲンシュタイン郡立鉄道によって運営されている。
近隣市町村とを結ぶバスの運行は、ルール＝ジーゲンバス交通 (BRS) を運営するヴェストファーレン南交通会社 (VGWS) によってなされている。中心となる乗り換え点は、ブールバッハ・ポスト停留所である。この停留所はブールバッハ (クライス・ジーゲン) 駅に接続する。ここではドイツ鉄道の子会社がヘラータール鉄道 GmbH と共同で、交通・情報案内所を運営している。
- RB96　ベッツドルフ - ヘルドルフ - ノインキルヒェン - ブールバッハ - ヴュルゲンドルフ - ハイガー - ディレンブルク
- R24　ジーガーラント空港 - リッペ - レンネロート（通学バスのみ）
- R25　ジーガーラント空港 - リッペ - バート・マリーエンベルク（通学バスのみ）
- R26　ハイガー/ディレンブルク行き、フランクフルト・アム・マイン行きのミッテルヘッセン＝エクスプレスに接続する。（計画中）
- R44/R22　ノインキルヒェン/ジーゲン・バスステーションおよび中央駅行き。アベリオ・レイル NRW ハーゲン/エッセン行きに接続する。
- ノインキルヒェンでは、ヘルドルフおよびダアーデン行きの R23 やベッツドルフ行きのヘラータール鉄道に接続する。
- SB4　ハイガー - カルトアイヒェ - ヴィルンスドルフ - ジーゲン・バスターミナルおよび中央駅行き。アベリオ・レイル NRW ハーゲン/エッセン行きに接続する。
- L220　ヴュルゲンドルフ - ホルツハウゼン - ニーダードレッセルンドルフ - オーバードレッセルンドルフ - リュッツェルン
- L221　ヴァールバッハ - ギルスバッハ
- L222　リッペ/ジーガーラント空港
- BBB1　ブールバッハ、中心市区
- BBB2　ブールバッハ - ギルスバッハ - ヴァールバッハ
- BBB3　ブールバッハ - リッペ

ブールバッハ町民バス（上記 BBB路線）は2007年から運行している。
町域の南部にジーガーラント空港がある。

## 人物

### 出身者
- ヴィルヘルム・キリング （1847年 - 1923年）数学者
- ディルク・ミューラー（1975年 - ）カーレーサー

## 関連図書
- Kurt Becker: Unsere Väter – die Bergleute der Grube Bautenberg zwischen Gilsbach und Wilden, Dill und Westerwald, Dillbrecht 1994

この文献は、翻訳元であるドイツ語版の参考文献として挙げられていたものであり、日本語版作成に際し直接参照してはおりません。